# Al-Hadżna
Al-Hadżna (arab. الحجنة) – miejscowość w Syrii, w muhafazie Dajr az-Zaur. W 2004 roku liczyła 2417 mieszkańców.